# Zastava Srbije i Crne Gore
Zastava Srbije i Crne Gore je usvojena 27. travnja 1992. kao zastava Savezne Republike Jugoslavije. Zastava je vodoravno podijeljena na plavo, bijelo i crveno polje.

## Nova zastava
Novu zastavu predložio je Savjet ministara SCG 2003. godine. Trebala je biti usvojena od strane Skupštine SCG godine 2004., ali je poslije duge rasprave odlučeno da se o novom zakonu o zastavi SCG ne odlučuje i tako je na snazi ostala zastava bivše SRJ. Pored nove zastave, trebala je biti usvojena i nova himna SCG koja bi predstavljala mješavinu himni države Srbije i države Crne Gore. Nova zastava bi također bila trobojka (plava, bijela i crvena), gdje bi se u sredini plava dijelila na plavu (sa zastave Srbije) i plavetnu (s tadašnje zastave Crne Gore).

## Prestanak upotrebe
Nakon proglašenja neovisnosti Crne Gore, a potom i Srbije (5. lipnja 2006.), zastave nekadašnje zajednice su spuštene s bivših organa te države, te zamijenjene zastavama Srbije. Ova se zastava službeno više ne upotrebljava.